# سوریت، کوئینزلند
سوریت (به انگلیسی: Surat) یک شهرک در استرالیا است که در کوئینزلند واقع شده‌است.